# IMIS
IMIS (International motorcycle industry salon) - Міжнародний щорічний мотосалон в Санкт-Петербурзі, на якому представлені не тільки мотоцикли нового сезону, а й ретро мотоцикли.
26 березня 2010 відбулося офіційне відкриття мотосалону. Червону стрічку перерізали президент мотоклубу Werewolf MC Михайло Некрасов і президент холдингу «Перша Меблева Фабрика» Олександр Шестаков.
На виставці відвідувачам були представлені мотоцикли відомих світових брендів: Honda, Yamaha, Suzuki, Kawasaki, Harley-Davidson, BMW, Ducati та ін Найкращі експонати зі своєї колекції виставив музей ретро мотоциклів «Кінська сила», такі як Harley-Davidson WL-38 1939 року, BMW R62 1928 року і Indian Single 1913 року випуску. У перший день виставки відвідувачам запропонували проголосувати за один з трьох малюнків, найкращий з яких буде завдано на байк на Мотографіі шоу.
Яскравою подією стало проведення кубка Санкт-Петербурга по кастомайзингу. Захід пройшов за участі російських кастомайзеров і спеціально запрошених зірок.
27 березня відбувся перший етап Чемпіонату Мотоциклетної Федерації Росії по стантрайдингуу. Спортсмени, переможці російських і світових чемпіонатів, продемонстрували найкращі програми показових виступів, до складу журі увійшли знамениті стантрайдери Росії і зарубіжних країн.
Так само було проведено Мотосамміт за участю найбільших байкерських організацій, на якому обговорювалися проблеми мотосообщества і презентувалися програми мотоклубів на майбутній мотосезон. Було організовано круглий стіл з питань безпеки дорожнього руху МВС Росії. На ньому байкери і представники Державна автоінспекція обговорили аварії на дорогах за участю молодих байкерів і методи уникнення таких пригод.
Організатори мотосалону планують зробити його щорічним. Вони заявили про свою мету зробити IMIS масштабним, авторитетним і всесвітньо відомим заходом.

## Організатори
Орг. комітет:
1. Михайло Некрасов і Дмитро Терехов WEREWOLF MC
2. Денис Щапов та Олексій Серебренніков Федерація Стантрайдінга Росії
3. Світлана Пак і Всеволод Слєпокуров Експоцентр «Гарден Сіті»

## Програма виставки 2010 року
'26 Березня '
П'ятниця
11.00 Початок роботи виставки IMIS
12.00 Прес-конференція
13.00 Церемонія відкриття виставки IMIS
14.00 Мотографія Шоу
15.00 Міжнародний Форум мотооб'едіненій:
Круглий стіл з питань безпеки дорожнього руху за участю Департаменту забезпечення безпеки дорожнього руху МВС Росії
16.00 Кубок Санкт-Петербурга по кастомайзингу. Церемонія відкриття
17 00 Презентація нових колекцій техніки і екіпіровки сезону 2010
20.00 Закінчення роботи виставки
20.30 Прийом з нагоди відкриття виставки IMIS (за спеціальними запрошеннями)

 '27 Березня '
Субота
11.00 Початок роботи виставки IMIS
12.00 Шоу - презентація IMIS 2010 від організаторів
13 00 - 14 00 (конференц зал) Міжнародний Форум мотооб'едіненій:
Презентація календарів клубних заходів мотооб'едіненій на сезон 2010
13.00 (відкритий майданчик Гарден Сіті) Перший етап Чемпіонату Мотоциклетної Федерації Росії по стантрайдингу
13:00 - 13:30 ч. Церемонія відкриття. Представлення учасників на сцені Експоцентру.
14:00 - 15:00 ч. 1-а серія показових виступів.
15:15 - 15:45 ч. Проміжна прес-конференція / в приміщенні «Експоцентру». Автограф - party з учасниками змагань.
16:00 - 17:00 ч. 2-я серія показових виступів.
17:45 - 18:00 ч. Церемонія нагородження переможців I-го етапу оревнования. Автограф - party з переможцями та учасниками змагань.
17.00 Презентації мототехніки від кастомайзеров
18.00 Боді Арт Шоу
20.00 Закінчення роботи виставки
22.00 Галла-джем-сейшн від Werewolf MC за участю російських рок-команд і зірок світового року (місце уточнюється)
 '28 Березня '
Неділя
11.00 Початок роботи виставки IMIS
14.00 Урочисті церемонії:
· Нагородження переможців Кубка Санкт-Петербурга по кастомайзингу
· Підбивання підсумків Мотографія Шоу
· Нагородження переможців Премії IMIS
16.00 Благодійний аукціон
20.00 Закінчення роботи виставки